# Strande
Strande település Németországban, Schleswig-Holstein tartományban. Lakosainak száma 1526 fő (2023. december 31.).

## Népesség
A település népességének változása:
| Lakosok száma | 1662 | 1505 | 1489 | 1511 | 1530 | 1526 |
|               | 1975 | 2017 | 2019 | 2021 | 2022 | 2023 |